# Ифигения (филм)
„Ифигения“ (на гръцки: Ιφιγένεια) е гръцки филм от 1977 година, драма на режисьора Михалис Какоянис по негов собствен сценарий, базиран на класическата трагедия на Еврипид „Ифигения в Авлида“.
В центъра на действието е сюжетът от древногръцката митология за цар Агамемнон, притискан от боговете и армията си да принесе в жертва дъщеря си Ифигения, за да може гръцките войски да започнат нашествието си срещу Троя в началото на Троянската война. Главните роли се изпълняват от Костас Казакос, Ирини Папа и Татяна Папамосху.
„Ифигения“ е последният филм от трилология на Какоянис, базирана на класически древногръцки трагедии и включваща още „Електра“ и „Троянки“. Филмът е номиниран за „Оскар“ за чуждоезичен филм и за „Златна палма“.